# 亞納瓦因湖
11°07′36″S 76°32′7″W / 11.12667°S 76.53528°W

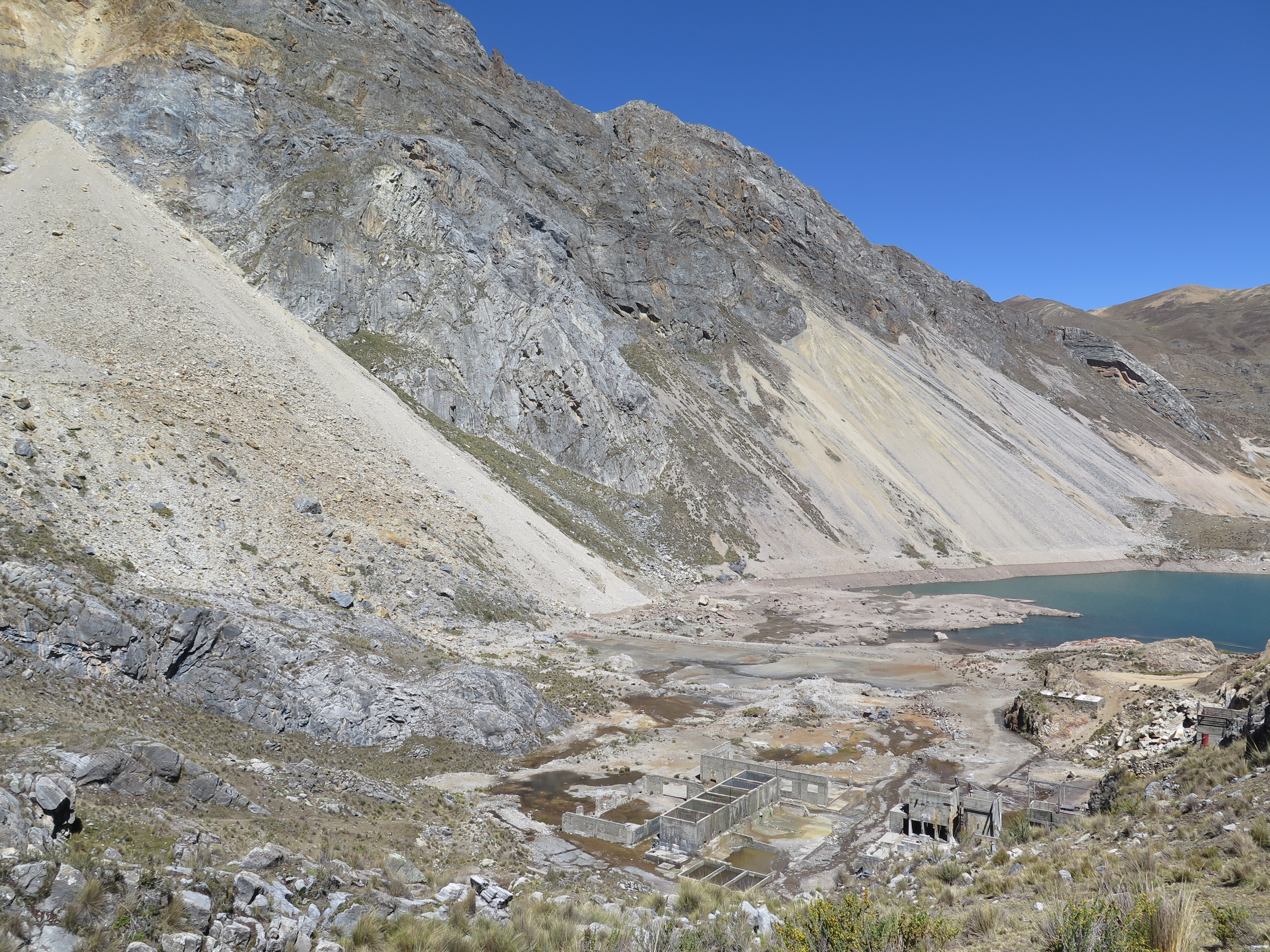

亞納瓦因湖（Yanawayin Lake），是秘魯的湖泊，位於該國中南部利馬大區，由瓦拉爾省的聖克魯斯德安達馬爾卡區負責管轄，該湖泊海拔高度4,900米。